# غنایم مجلل
غنایم مجلل (به لاتین: Spolia opima) زره‌ها، سلاح‌ها و دیگر حربه‌هایی بودند که یک سردار رومی پس از آنکه یک سردارِ دشمن را می‌کشت، از جنازه‌اش بر می‌گرفت.

## تاریخچه
تیتوس لیویوس در کتاب از پیدایش روم نوشته که رومیان پس از آنکه اقوام همسایهٔ خود را، یعنی کاینیننسان و کروستومینان و آنتم‌ناتان و سابینان، به جشنی دعوت کردند، زنانشان را ربودند. سه قومِ نخست از این کار رومیان بیشتر عصبانی بودند. پس کار جنگ ساختند تا انتقامِ ربودنِ زنانشان را از رومیان بستانند. نخست، کاینیننسان سپاهی راست کردند و به حرب سپاه روم شدند. رومولوس، بانی شهر روم، پادشاه ایشان آکرون را کُشت و لختش کرد و غنایمش را با خود به تپهٔ کاپیتول برد و معبدی وقف ژوپیتر کرد و او را ژوپیتر فرتریوس خواند. زین‌پس، تنها دو سردار رومی مفتخر به چنین افتخاری شدند، و کسب چنین افتخاری سخت نادر بود.

## پانوشت
1. ↑  تیتوس لیویوس. از پیدایش روم. ج. اول. صص. گفتار ۹.
2. ↑  تیتوس لیویوس. از پیدایش روم. ج. اول. صص. گفتار ۱۰.